# Sorin Ghionea
Sorin Ghionea (n. 11 mai 1979, Galați) este un fost fotbalist român care a jucat pe postul de fundaș central. Este cunoscut pentru activitatea sa ca fundaș central la echipa Steaua București, unde a format un cuplu redutabil de fundași centrali cu Dorin Goian. Cu Steaua a obținut două titluri de campion, o supercupă, o calificare în semifinalele Cupei UEFA și trei calificări consecutive în Liga Campionilor.

## Începutul carierei
La vârsta de 12 ani, pe când era în clasa a 5-a, profesorul Tică Ploieșteanu l-a descoperit pe Ghionea și l-a chemat să dea probe la clubul Oțelul Galați. A doua zi Sorin s-a prezentat la stadion și a fost ales dintre alți puști. A făcut fotbal timp de un an și jumătate. După un an și jumătate, la insistențele antrenorului, Ghionea s-a transferat la școala sportivă, unde n-a stat decât o săptămână. Revenit la școala generală, s-a lăsat de fotbal, pentru a relua activitatea înaintea intrării în clasa a zecea. S-a dus la Oțelul la juniori și a fost pus să joace fundaș stânga. În scurt timp s-a înființat campionatul de tineret unde a jucat pentru prima oară fundaș central.

## Cariera profesionistă
După un an, a ajuns la Dunărea Galați, cu care a reușit evitarea retrogradării în liga a treia, fiind transferat în sezonul 1998-1999 la Oțelul Galați, unde debutează în prima ligă, la data de 7 august 1998 la meciul Oțelul - FC Național, scor 3-2.
În 2002 s-a transferat la Steaua, jucând doar 6 meciuri în sezonul 2002-2003, deoarece la sfârșitul turului i s-a descoperit virusul hepatic. După ratarea returului acelui sezon, în sezonul 2003-2004 a fost împrumutat înapoi la Oțelul. Sorin Ghionea a revenit în Ghencea în 2004.
Acolo, și-a câștigat locul în centrul apărării steliste, devenind omul de bază  după accidentarea căpitanului Mirel Rădoi. A format un cuplu redutabil de fundași cu Dorin Goian, cu ajutorul căruia echipa a primit cele mai puține goluri trei sezoane la rând, începând cu sezonul 2005-2006, cu 16, 22 respectiv 19 goluri. Din 2009, după plecarea lui Rădoi, a fost căpitan al echipei.
Pe 29 martie 2006 a primit Medalia „Meritul Sportiv” clasa a II-a cu o baretă din partea președintelui României de atunci, Traian Băsescu, pentru că a făcut parte din lotul echipei FC Steaua București care obținuse până la acea dată calificarea în sferturile Cupei UEFA 2005-2006.
La începutul anului 2010, este transferat de fostul său antrenor de la Steaua, Oleg Protasov, la echipa de Primă ligă rusă FC Rostov.
Are în palmares cu Steaua: o semifinală de Cupa UEFA, 2 titluri de campion și trei calificări în Liga Campionilor, unde a marcat un gol.
În 2011 semneaza un contract pe șase luni cu opțiune de prelungire pe încă doi ani cu formația FC Timișoara.

## Performanțe internaționale
A debutat în echipa națională a României pe 27 martie 2002, la amicalul România - Ucraina, scor 4-1.
A jucat pentru Steaua București în grupele UEFA Champions League, contabilizând 11 meciuri și reușind să marcheze un gol împotriva echipei ucrainiene Dinamo Kiev, meci disputat la Kiev, pe stadionul Lobanovski Dinamo, terminat cu scorul 1-4.

## Titluri
| Sezon     | Club                | Titlu              |
| --------- | ------------------- | ------------------ |
| 2004-2005 | FC Steaua București | Divizia A          |
| 2005-2006 | FC Steaua București | Divizia A          |
| 2005-2006 | FC Steaua București | Supercupa României |